# Vojenský záslužný řád (Dominikánská republika)
Vojenský záslužný řád (španělsky Orden del Mérito de Militar) je vojenské vyznamenání Dominikánské republiky založené dne 15. listopadu 1930.

## Historie a pravidla udílení
Řád byl založen dne 15. listopadu 1930 prezidentem Rafaelem Trujillem. Osoby, jimž bylo ocenění uděleno mohou ve všech oficiálních dokumentech za jménem používat postnominální písmena M. M. (Mérito Militar). Řádové heslo zní Honour, Virtue, Valor.

## Třídy
Řád je udílen ve třech divizích:
- za válečnou službu a službu v boji
- za dlouholetou a příkladnou službu
- za další službu

Každá z těchto divizí je udílena ve čtyřech třídách:
- I. třída – Tato třída je udílena generálům.
- II. třída – Tato třída je udílena vyšším důstojníkům.
- III. třída – Tato třída je udílena nižším důstojníkům.
- IV. třída – Tato třída je udílena poddůstojníkům.

## Insignie
Stuha je v případě divize za válečnou službu a službu v boji červená, v případě divize za dlouholetou a příkladnou službu je modrá a v případě divize za další službu bílá.